# Иван Матев
Иван Борисов Матев е български учен медик: хирург, ортопед, травматолог; професор.

## Биография
Роден е на 26 май 1925 г. в Бургас. Неговият дядо е кмет на Бургас и съдия в апелативния съд. Семейството на родителите му се премества в София и Иван Матев завършва Първа мъжка гимназия. Следва медицина и започва работа в Института по възстановителна хирургия, протезиране и рехабилитация на столичната ул. „Урвич“.
Председател в продължение на два мандата (от април 1990 до октомври 1998) на Съюза на научните работници в България, а от 1998 г. – негов почетен председател.
Бележит хирург и учен в областта на ортопедията и травматологията, той е водещ специалист по хирургия на ръката, ръководител на първата клиника в тази област в България и една от първите в света.
Направил над 15 000 операции.
От него са модифицирани съществуващи и са разработени нови методи от този вид хирургия, някои от които носят неговото име (метод на Матев). Утвърждава се като учител на цяло поколение български хирурзи на ръката и целия горен крайник. В ръководената от него клиника са били на обучение ортопеди и хирурзи – българи и от различни страни: Германия, Унгария, Англия, Полша, Италия, Израел, Куба, САЩ, Япония и др.
Автор и съавтор е на около 200 публикувани научни статии и монографии в България и в чужбина. С особено признание и международна значимост и проявени към тях научни и издателски интереси са: Reconstructive Surgery of the Thumb – монография, издадена в Лондон, Rehabilitation der Hand – в съавторство със Ст. Банков, отпечатана в Москва и издадена също в Щутгарт, Германия.
През 2000 г. за кратко той влиза в 38-о Народното събрание като депутат от СДС.

## Признание и награди
За своите приноси в областта на медицината проф. Иван Матев е получил редица признания: Голямата награда на Съюза на научните работници в България за „Високи научни постижения в медицината, публикувани в чужбина“ (1972); наградата на Джон Хопкинс в САЩ за приноси в световната хирургия на ръката (1982); почетно звание „Пионер в хирургията на ръката“ – присъдено му на Международен конгрес по хирургия на ръката във Ванкувър – Канада (1998); орден „Стара планина“ първа степен (2000) и др.